# Celayita
Celayita är en ort i kommunen Polotitlán i delstaten Mexiko i Mexiko. Samhället hade 1 364 invånare vid folkräkningen 2020 och är kommunens näst folkrikaste samhälle.